# Lazarvs (Apey & the Pea)
A Lazarvs (korábban Apey & the Pea) egy háromtagú magyar sludge metal/grunge/stoner rock együttes.

## Története
Az Apey & the Pea stoner/sludge/grunge-trió 2009 végén született meg a Neck Sprain-, Trillion-, Kelly Hits the Blue Sky-, illetve Remembering the Steel (Pantera-tribute)-énekes Áron András "Apey" szólóprojektjéből, egykori Superbutt-tagokkal kiegészülve. A trió első anyaga „Better Maxi” címen jelent meg az interneten 2010. június 26-án.
2011. március 14-én megjelent az ötszámos The Day Ends EP. Az utolsó koncertet 2011 augusztusában adták Keith Caputo előtt, ezután 1 évig inaktívak voltak. 2012 júniusában ismét összeálltak, 2013 februárjától pedig egy 14 állomásos országos, illetve külföldi turnén vettek részt. Júniusban megjelent az első hivatalos videóklip, a Judas, majd június 13-án megjelent az első nagylemezük, a Devil's Nectar. 2013 szeptemberében a lemez megkapta a Kettőnégy Gumizsiráf "Az év albuma"-díjat, illetve a 2013-as év debütálólemeze lett a HangSúly zenei díj szavazásán. 

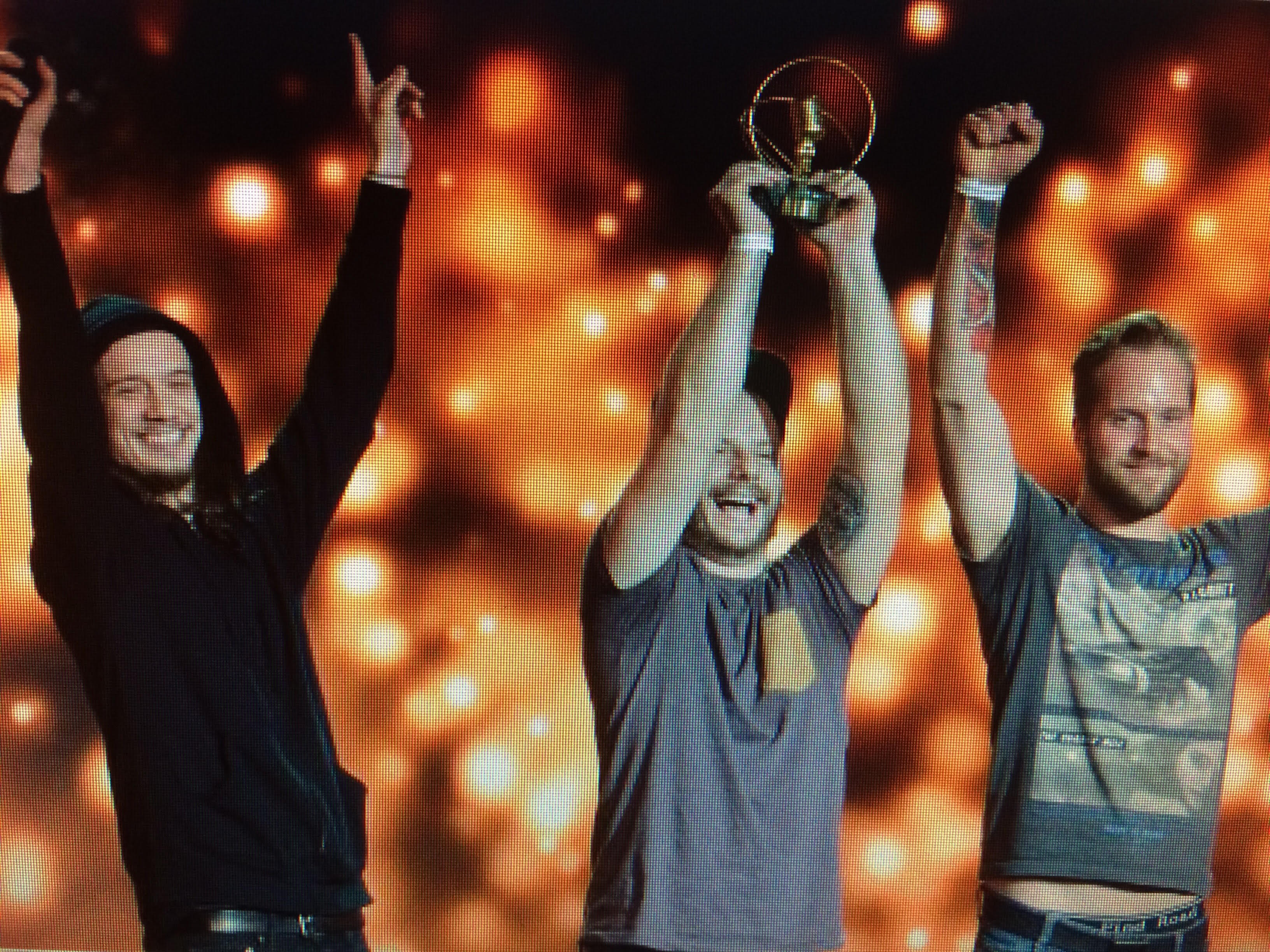
'Hellish' az év metálalbuma a Fonogram díj gáláján (2015)

2014 januárjában a zenekar elkezdte írni a második nagylemezét. Az album Hellish címmel szeptember közepén került kiadásra, és 2015-ben Fonogram díjat nyert az "Év hazai hard rock vagy metálalbuma" kategóriában. A HangSúly zenei díj szavazásán is elnyerte a Hellish az "Év albuma" címet, illetve az Apey & The Pea lett az "Év koncertzenekara".
Felléptek az amerikai Saint Vitus, illetve a szintén amerikai Crowbar előtt az A38 Hajón.
2016 áprilisában elindult az első önálló országos turnéjuk, valamint elkezdték a harmadik nagylemezük írását.
Szeptembertől további belföldi turné követi a harmadik nagylemezük bejelentését. Október 19-én az amerikai Weedeater előtt játszik a zenekar Londonban a legendás camdeni The Underworldben. Fellépnek a kanadai Dopethrone előtt az A38 Hajón.
2017 áprilisában 'Slaves' címmel megjelenik  az első videóklip a harmadik nagylemezükről melynek címe 'HEX'. Április 25-én a zenekar elindul az első európai turnéjára egészen Angliáig.

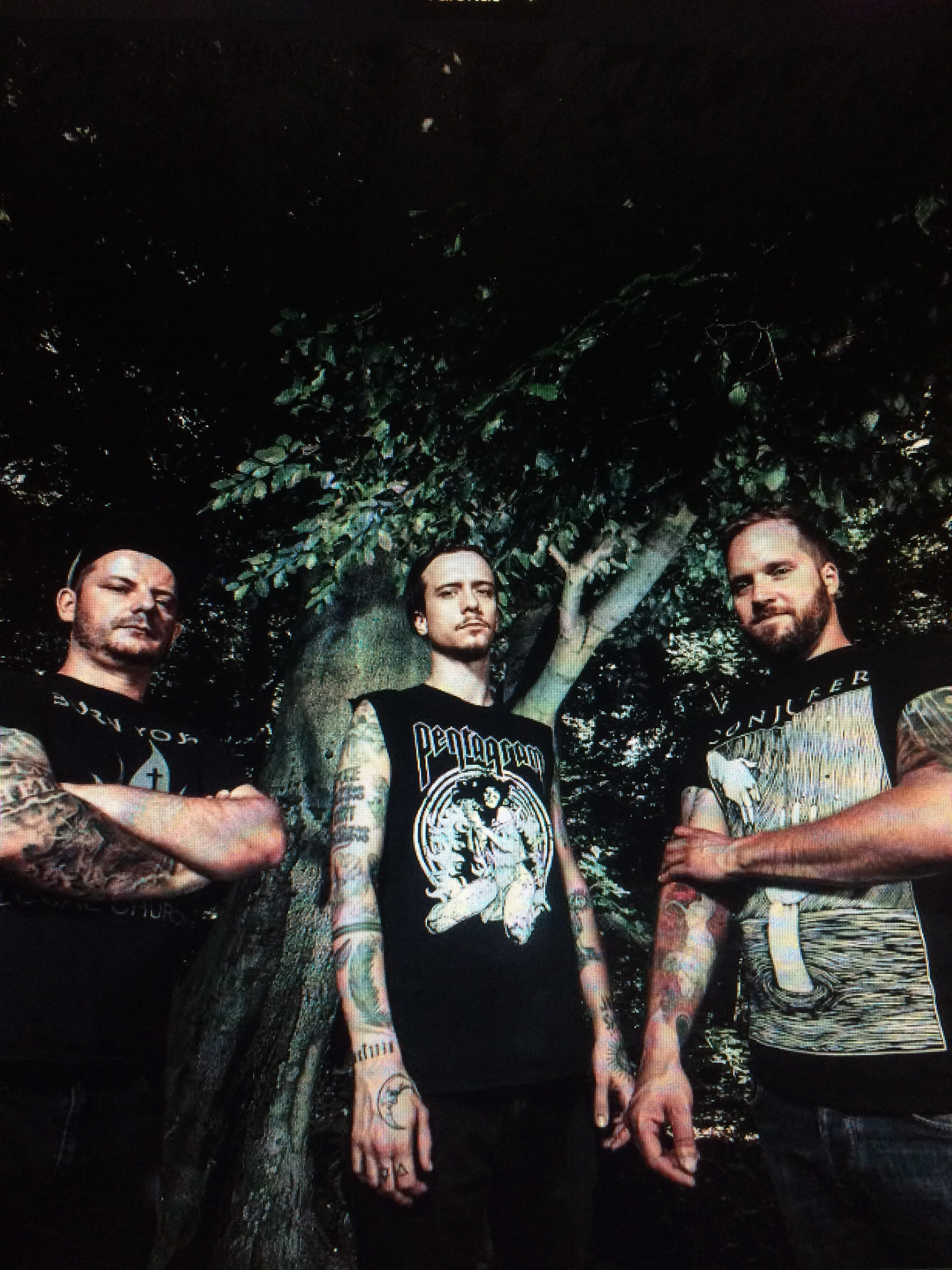
Az Apey & the Pea 2017-ben

 2017. szeptember 11-én megjelent az együttes harmadik nagylemeze HEX címmel.
2019 szeptemberében a zenekar bejelentette, hogy nevet váltanak és Lazarvs néven folytatják. Egy évvel később jelent meg a zenekar Lazarvs című albuma, amely 2021 áprilisában aztán "Az év hazai hard rock vagy metal albuma" kategóriában Fonogram-díjat nyert.
2023 júniusában bejelentik, hogy 14 év után elválnak útjaik Prepelicza Zoltán basszusgitárossal és a zenekar új felállásában folytatja tovább. A helyét Balogh Attila (Dungaree) veszi át.
A 'Blackest' című ötödik stúdióalbumuk 2023 augusztus 18-án jelent meg. A lemezről a 'Scum' és a 'Perpetual Rule' című számokra videóklip készült. A lemezbemutató koncertet 2023 szeptemberében a Budapest Parkban kerül megrendezésre.

## Tagok
- Áron András "Apey" – ének, gitár (2008–napjainkig)
- Makai László – dob (2009–napjainkig)
- Balogh Attila – basszusgitár, ének (2023–napjainkig)

Korábbi tagok:
- Prepelicza Zoltán – basszusgitár, ének (2009–2023)

## Diszkográfia
Nagylemezek
- Devil's Nectar (2013)
- Hellish (2014)
- HEX (2017)
- Lazarvs (2020)
- Blackest (2023)

EP-k
- The Day Ends (2011)

Demók
- M.A.D. (2008)

Kislemezek
- Better (2010)